# Gyllene Elitserien
Gyllene Elitserien, skönlitterär bokserie (Libris 1962789) utgiven av B. Wahlströms bokförlag i slutet av 1950-talet. Bokryggen är lila med guldtryck och sidorna är rutiga i lila, grått och vitt.
| Volym | Titel                  | Författare         | Utgivningsår |
| ----- | ---------------------- | ------------------ | ------------ |
| 1     | Mörk horisont          | Nevil Shute        | 1958         |
| 2     | I Marsfjällets skugga  | Bernhard Nordh     | 1958         |
| 3     | De tappra åren         | A.J. Cronin        | 1958         |
| 4     | Kusin Rachel           | Daphne du Maurier  | 1958         |
| 5     | Möte i Djakarta        | Mark Derby         | 1958         |
| 6     | Gå mot solen, Marianne | Karen Aabye        | 1959         |
| 7     | Oss skojare emellan    | Jack Iams          | 1959         |
| 8     | Ett kapitel för sig    | Jascha Golowanjuk  | 1959         |
| 9     | Den långa resan        | David Dodge        | 1959         |
| 10    | De älskandes borg      | Ebba L. Lewenhaupt | 1959         |
| 11    | Två om budet           | Victor Canning     | 1959         |
| 12    | Nana                   | Emile Zola         | 1959         |
| 13    | I skuggan av svärdet   | Sylvia Thorpe      | 1959         |
| 14    | Colorado               | Louis Bromfield    | 1959         |
| 15    | Livet skall räddas     | Frank G. Slaughter | 1959         |